# Marathonlauf-Länderkampf der Männer 1975 BR Deutschland – Frankreich – Italien – Tschechoslowakei
| 9. Leichtathletik-Länderkampf mit bundesdeutscher Beteiligung 1975                          | 9. Leichtathletik-Länderkampf mit bundesdeutscher Beteiligung 1975 |
| ------------------------------------------------------------------------------------------- | ------------------------------------------------------------------ |
|                                                                                             |                                                                    |
| Marathonlauf-Vergleich der Männer: BR Deutschland – Frankreich – Italien – Tschechoslowakei |                                                                    |
| Austragungsort                                                                              | Fürth                                                              |
| Wettbewerbe                                                                                 | 1                                                                  |
| Datum                                                                                       | 5. Juli                                                            |
| 1. CSK 2. FRG 3. ITA 4. FRA                                                                 | Platzziffer 55 Platzziffer 76 Platzziffer 83 Platzziffer 91        |
| Chronik                                                                                     |                                                                    |
| ← FRA-FRG-BEL-SUI Geher (M)                                                                 | USA-FRG-Panafrika (M) →                                            |

Im neunten Vergleich des Länderkampfjahres 1975 kam es zu einem Vierländerkampf im Marathonlauf der Männer in gemeinsamer Wertung. Am 5. Juli trafen sich in Fürth dazu die Läufer aus Frankreich, Italien und der Tschechoslowakei. Das Aufeinandertreffen fand zum zweiten Mal statt, die erste Begegnung hatte die Bundesrepublik für sich entschieden.

## Modus
Für jede Mannschaft waren acht Läufer startberechtigt, von denen die sechs Besten gewertet wurden. Die Wertung für den Ländervergleich erfolgte über die Platzziffer, das heißt der erreichte Platz in der Einzelwertung entsprach dem jeweils vergebenen Punkt. Die Reihen-folge im Länderkampf wurde bestimmt durch die Punktzahl angefangen beim niedrigsten Wert für Rang eins bis hin zum höchsten Wert für Rang vier.

## Ergebnis
In der Einzelwertung gab es einen tschechoslowakischen Doppelsieg. Auch die nächsten beiden Läufer aus der Tschechoslowakei waren auf den Rängen sechs und sieben gut platziert. Insgesamt kamen die tschechoslowakischen Vertreter auf die Platzziffer 55 und lagen damit in diesem Länderkampf deutlich vorn. Die bundesdeutschen Athleten hatten mit Platzziffer 76 einen erheblichen Rückstand, belegten jedoch mit einem Vorsprung von sieben Punkten vor den drittplatzierten Italienern noch Rang zwei. Frankreich landete wie im Vorjahr mit diesmal Platzziffer 91 auf Rang vier.

## Legende
Kurze Übersicht zur Bedeutung der Symbolik – so üblicherweise auch in sonstigen Veröffentlichungen verwendet:
| DNF | nicht im Ziel (did not finish) |

## Marathon
| Platz | Athlet                         | Land | Zeit (h)  |
| ----- | ------------------------------ | ---- | --------- |
| 01    | Vaclav Mladek                  | CSK  | 2:17:17‚2 |
| 02    | Miroslav Krsek                 | CSK  | 2:19:14‚8 |
| 03    | Wolf-Dieter Poschmann          | FRG  | 2:19:28,4 |
| 04    | Angelo Angeletti               | ITA  | 2:21:01,2 |
| 05    | Paolo Accaputo                 | ITA  | 2:22:28,6 |
| 06    | Jaroslav Kocourek              | CSK  | 2:22:44,8 |
| 07    | Ondrei Zelenansky              | CSK  | 2:22:48‚6 |
| 08    | Gérard Margerit                | FRA  | 2:23:08‚4 |
| 09    | Heinz Kubelt                   | FRG  | 2:23:44‚2 |
| 10    | André Lacour                   | FRA  | 2:23:51‚4 |
| 11    | Clemens Schneider-Strittmatter | FRG  | 2:24:03‚4 |
| 12    | Robert Eiermann                | FRG  | 2:24:17,0 |
| 13    | Italo Tentorini                | ITA  | 2:24:27‚6 |
| 14    | Alessandro Cervigni            | ITA  | 2:25:23‚8 |
| 15    | Mohamed Kheddar                | FRA  | 2:26:05,4 |
| 16    | Bernard Caraby                 | FRA  | 2:26:50,2 |
| 17    | Edmond Leroy                   | FRA  | 2:26:54,2 |
| 18    | Jiří Stehlik                   | CSK  | 2:27:13,2 |
| 19    | Joachim Daduna                 | FRG  | 2:27:28‚4 |
| 20    | Francesco Cursio               | ITA  | 2:27:57‚0 |
| 21    | Pavel Lichnovský               | CSK  | 2:28:43‚0 |
| 22    | Adolf Bremm                    | FRG  | 2:29:53‚0 |
| 23    | Karel Nečas                    | CSK  | 2:30:17‚0 |
| 24    | Anton Gorbunow                 | FRG  | 2:32:17,0 |
| 25    | Georges Moissonnier            | FRA  | 2:32:24,0 |
| 26    | Jean-Pierre Gribouva           | FRA  | 2:32:54‚0 |
| 27    | Giuseppe Butta                 | ITA  | 2:35:41‚0 |
| 28    | Jan Suchý                      | CSK  | 2:35:46,0 |
| 29    | Antonio Abbate                 | ITA  | 2:36:42,0 |
| DNF   | Franco Ambrosioni              | ITA  |           |
| DNF   | Fernand Kolbeck                | FRA  |           |
| DNF   | Manfred Genthner               | FRG  |           |